# Eric Johnson (herec)
Eric Johann Johnson (7. srpen 1979, Edmonton, Alberta, Kanada) je kanadský herec nejlépe známý díky roli Whitneyho Fordmana, přítele Lany Langové v první sérii amerického seriálu Smallville. V tomto seriálu se pak objevil i v jeho druhé a čtvrté sérii. Předtím hrál ve filmu Legenda o vášni dospívajícího Tristana, dospělou verzi této role hrál Brad Pitt. V roce 2007 získal hlavní roli v seriálu Flash Gordon. V roce 2010 získal jednu z hlavních rolí v seriálu Policejní bažanti. Mezi jeho nejznámější role patří ztvárnění padoucha a stalkera Jacka Hydea ve filmech Padesát odstínů temnoty (2017) a Padesát odstínů svobody (2018).

## Filmografie
| Rok       | Název                                       | Role                    | Poznámky                                                      |
| --------- | ------------------------------------------- | ----------------------- | ------------------------------------------------------------- |
| 1992      | Divadlo Raye Bradburyho                     |                         | díl: „The Utterly Perfect Murder“                             |
| 1994      | Road to Saddle River                        | Lance                   |                                                               |
| 1994      | Legenda o vášni                             | Tristan (jako teenager) |                                                               |
| 1998      | Oklahoma City: A Survivor's Story           | Jason                   | TV film                                                       |
| 1998      | Heart of the Sun                            | Jack                    |                                                               |
| 1999      | NightMan                                    | Alex                    | díl: „Blader“                                                 |
| 1999      | Důkaz neviny                                | Joel Aldridge           |                                                               |
| 1999      | Atomový vlak                                | Danny                   | TV film                                                       |
| 2000      | Borderline Normal                           | Rocco                   | TV film                                                       |
| 2000      | Medvěd a já                                 | Scott Robinson          |                                                               |
| 2000      | Pohrdání                                    | Darren Huenemann        | TV film                                                       |
| 2000      | Děti štěstí                                 | Andrew Bast             | TV film                                                       |
| 2001      | Texas Rangers                               | Rollins                 |                                                               |
| 2001      | MythQuest                                   | Telemachus              | díl: „The Oracle“                                             |
| 2001-2004 | Smallville                                  | Whitney Fordman         | hlavní role (1. řada), host (2.–4. řada), 24 dílů             |
| 2002      | Bang, bang, seš mrtvej!                     | Mark Kenworth           | TV film                                                       |
| 2002      | Beauty Shot                                 | Chad Johnson            |                                                               |
| 2003      | Jak ukrást Sinatru                          | Dean Torrence           |                                                               |
| 2003      | Hollywoodské manželky                       | Brian Richter           | TV film                                                       |
| 2004      | Rodinný přítel                              | Darris Shaw             | TV film                                                       |
| 2004      | Moje sestra vlkodlak 2                      | Tyler                   |                                                               |
| 2004      | A Clown's Gift                              | Sam                     |                                                               |
| 2004      | The Collector                               | Nick                    | díl: „The Yogi“                                               |
| 2004      | Slepci                                      | John                    |                                                               |
| 2004      | Tyranosarie                                 | Rhys                    | TV film                                                       |
| 2004      | The Work and the Glory                      | Joshua Steed            |                                                               |
| 2005      | Falcon Beach                                | Lane Bradshaw           | TV film                                                       |
| 2005      | Marker                                      | Roddy Dutch             | TV film                                                       |
| 2005      | The Work and the Glory II: American Zion    | Joshua Steed            |                                                               |
| 2006      | Poslední den na obzoru                      | strážník                |                                                               |
| 2006      | Stephen King's Dead Zone                    | Raymond King            | 1 díl                                                         |
| 2006      | The Work and the Glory III: A House Divided | Joshua Steed            |                                                               |
| 2006      | The Dead Zone                               | mladý Gene Purdy        | díl: „Revelations“                                            |
| 2006      | Líbánky s matinkou                          | Adam                    |                                                               |
| 2006–2013 | Myšlenky zločince                           | Sean Hotchner           | díly: „Kmen“ a „Brothers Hotchner“                            |
| 2007      | Posel ztracených duší                       | Gordon Pike             | díl: „Speed Demon“                                            |
| 2007      | Jednotka zvláštního určení                  | Ethan McNeal            | díl: „Hra s ohněm“                                            |
| 2007      | Everest                                     | Laurie Skreslet         | mini-seriál, 4 díly                                           |
| 2007-2008 | Flash Gordon                                | Steven 'Flash' Gordon   | hlavní role, 21 dílů                                          |
| 2009      | Tajemná chůva                               | Drew                    | TV film                                                       |
| 2010      | Bouře meteorů                               | Kyle Pember             | TV film                                                       |
| 2010      | Lovci duchů                                 | Brady                   | díl: „Sám ďábel, víš“                                         |
| 2010      | Paní Zázračná na Manhattanu                 | Jake Findley            | TV film                                                       |
| 2010      | Policejní bažanti                           | detektiv Luke Callaghan | hlavní role (1.–2. řada), vedlejší role (3.–4. řada), 35 dílů |
| 2011      | Unesený detektiv                            | Jack Riley              |                                                               |
| 2012      | Alcatraz                                    | Cal Sweeney             | díl: „Cal Sweeny“                                             |
| 2013      | Ach, ty Vánoce                              | Darren                  | TV film                                                       |
| 2013–2017 | Orphan Black                                | Chad Norris             | 3 díly                                                        |
| 2014      | Nemocnice Hope                              | Dr. Jason Kalfis        | 3 díly                                                        |
| 2014      | Knick: Doktoři bez hranic                   | Dr. Everett Gallinger   | hlavní role, 20 dílů                                          |
| 2015      | Flash Gordon Classic                        | Flash Gordon            | animovaný fanouškovský film                                   |
| 2016      | Valentine Ever After                        | Ben                     |                                                               |
| 2016      | Junior                                      | Rick                    | 10 dílů                                                       |
| 2017      | Padesát odstínů temnoty                     | Jack Hyde               |                                                               |
| 2017      | Já, společnice                              | Peter Koscielny         | díl: „Donors“                                                 |
| 2018      | Padesát odstínů svobody                     | Jack Hyde               |                                                               |
| 2018      | Psychiatr                                   | kapitán Miller          | díl: „Psychopathia Sexualis“                                  |
| 2018      | Hudson & Rex                                | Darryl Perth            | díl: „Trial and Error“                                        |
| 2018      | Caught                                      | Brian Hearn             | 5 dílů                                                        |
| 2019      | Disappearance at Clifton Hill               | Charlie Lake            |                                                               |
| 2019      | Vikingové                                   | Erik                    | 14 dílů                                                       |
| 2019      | Condor                                      | Tracy Crane             | 7 dílů                                                        |
| 2020      | Američtí bohové                             | Chad Mulligan           | díl 3.1                                                       |